# Mikel Zalbide
Mikel Zalbide Elustondo (San Sebastián, 9 de mayo de 1951) es un lingüista y sociolingüista vasco.

## Biografía
Cursó estudios superiores de ingeniería en la Universidad de Navarra. Desde muy joven trabaja en aquellos ámbitos en los que el euskera necesitaba desarrollarse.

### Terminología y lexicografía
Ha realizado una extensa labor en la planificación del corpus del euskera.
En 1972, siendo aún un estudiante, fue uno de los fundadores de Elhuyar Kultur Elkartea. Además de crear la primera revista técnico-científica en euskera, tomó parte en la preparación de material didáctico y puso en marcha estudios sobre la formación de palabras.
Desde la creación de UZEI (Unibertsitate Zerbitzuetarako Euskal Institutua) en 1978, fue responsable técnico del área de ciencia y técnica. Trabajó en UZEI, entre otras cosas, en los diccionarios de Física, Química y Matemáticas. Así mismo, estudio la formación de léxico e impartió cursos sobre el tema. Por último, es autor del trabajo de sistematización llevado a cabo en UZEI en torno a la escritura y pronunciación de los préstamos léxicos.

### Educación
A partir de 1979 fue uno de los participantes de la iniciativa para crear una Universidad Vasca. Fue miembro de la Comisión mixta creada por el ente preautonómico Consejo General Vasco y la Universidad de Bilbao (luego Universidad del País Vasco). Esa comisión mixta tenía por nombre “Comisión para la planificación de la Universidad Vasca”  y dentro de la misma se creó una subcomisión referente a la normalización lingüística. Mikel Zalbide fue responsable de ese grupo de trabajo.
Desde 1981 ha trabajado en el Departamento de Educación, Universidades e Investigación del Gobierno Vasco, como responsable del Servicio de Euskera. Se jubiló en 2014. Como responsable del Servicio de Euskera del Departamento de Educación ha tomado parte en los principales proyectos desarrollados por la Administración para fijar la enseñanza del euskera y los niveles de conocimiento de esa lengua. Es de destacar su influencia decisiva en la creación del título EGA, de los perfiles lingüísticos PL1 y PL2 y del programa IRALE.
En los ámbitos de la pedagogía y de la educación ha participado en los grupos de trabajo para la puesta en marcha de diversos proyectos: el programa EIMA (Euskal Ikasmaterialgintza) para la creación de materiales didácticos en euskera (tanto libros de texto para Enseñanza Primaria y Secundaria, como material audiovisual y software) y para asegurar la calidad de la lengua; el programa NOLEGA y el proyecto ULIBARRI, con el objetivo de reforzar el uso del euskera en el ámbito escolar; el Plan para Euskaldunizar la Administración Educativa. Así mismo, ha sido cometido suyo analizar las competencias lingüísticas de los modelos A, B y D, extraer conclusiones y proponer medidas de mejora.

### Euskaltzaindia
Fue nombrado miembro correspondiente de Real Academia de la Lengua Vasca – Euskaltzaindia en 1983. Antes, en 1976, ya fue miembro de la subcomisión de matemáticas de la institución.  En el seno de la Academia ha realizado una importante labor, sobre todo en los campos de la lexicología y la lexicografía: ha sido miembro de la Comisión de Lexicografía y de la Sección Jagon. Tanto en una como en otra ha ocupado durante algunos años el puesto de secretario.
Por otra parte, dentro de la misma Euskaltzaindia, ha sido responsable de gestión de la Comisión para la Fijación de Criterios Léxicos (LEF en sus siglas en euskera). En torno a esa línea de trabajo se desarrollaron los proyectos de fijación de la escritura de los préstamos léxicos, el Diccionario General Vasco y el proyecto EEBS (Egungo Euskararen Bilketa Sistematikoa).
Desde el 27 de abril de 2006 es académico de número. Leyó su discurso de ingreso en San Sebastián el 2 de junio de 2007.
Actualmente trabaja en el proyecto Joanes Etxeberri (Euskararen Historia Soziala - Historia Social del Euskera EHS). Este proyecto, creado en 2007, se desarrolla en el ámbito de la sociolingüística histórica, al analizar la evolución social del euskera y de las lenguas que han estado en contacto con el euskera a través del tiempo.

### Sociolingüística
A partir de su experiencia en el campo de la lingüística, ha trabajado en la sociolingüística y la sociología de la lengua y ha analizado la teoría y la práctica de los problemas que tiene el euskera, junto con otras lenguas minorizadas. Esa actividad le ha llevado a participar en numerosos congresos, tanto en el País Vasco como en Europa. Así mismo, ha colaborado con el sociolingüista estadounidense Joshua Fishman y ha traducido algunos de sus trabajos.
En gran medida, es el responsable de la adaptación de algunos conceptos elementales de Fishman al análisis la situación del euskera. Por ejemplo, el concepto de "desplazamiento lingüístico", del inglés language shift, para referirse al cambio que se produce en el tiempo cuando un grupo de hablantes pasa de una lengua a otra. En el caso del euskera, se refiere al cambio que se da hacia el castellano o el francés en los grupos vascoparlantes.
El concepto de "inversión del desplazamiento lingüístico", del inglés reversing language shift,  para referirse a la reversión del proceso de desplazamiento lingüístico.
Asimismo, el concepto arnasgunea, para referirse a los espacios donde los hablantes de una lengua están demográficamente concentrados; unos espacios especialmente importantes para las lenguas minorizadas.
En los últimos años, dentro del proyecto “Euskararen Historia Soziala” ha desarrollado, en colaboración con el resto de participantes, un modelo metodológico para investigar la historia social del euskera y de cualquier otra lengua.
Es profesor y tutor en el posgrado sobre planificación lingüística HIZNET – Hizkuntza plangintza graduondokoa.
Idiomas que habla: euskera, castellano, alemán e inglés.

### Libros
- Zalbide, M., Euskal Irakaskuntza: 10 urte. Gasteiz: Eusko Jaurlaritzaren Argitalpen Zerbitzu Nagusia, 1990.
- Zalbide, M., Euskararen legeak hogeita bost urte. Eskola alorreko bilakaera: balioespen-saioa. Bilbo: Euskaltzaindia, 2010.
- Zalbide, M., Joly, L., Gardner, N., Euskararen historia soziala lantzeko eredu metodologikoa, Lionel Joly eta Nikolas Gardner-ekin batera. Bilbo: Euskaltzaindia, 2015.

### Artículos
- Zalbide, M., "Status planning en el País Vasco: pasos dados y perspectivas futuras", in Els processos de normalització lingüística a l'Estat Espanyol actual. Benidorm: Ajuntament de Benidorm, 17-35, 1988.
- Zalbide, M., "Educación bilingüe y planificación lingüística: posibilidades y constricciones de los esfuerzos de implementación", in Linguapax : Hizkuntz Politikei buruzko Nazioarteko Mintegia. Bilbo: UNESCO Etxea, 387-394, 1997.
- Zalbide, M., "Joshua A. Fishman-en RLS edo HINBE", in Erabili.com, 2004.
- Zalbide, M., Gardner, N., "Basque Acquisition planning", in International Journal of the Sociology of Language 174, 55-72, 2005.
- Zalbide, M., "Diglosiaren purgatorioaz. Teoriatik tiraka" in Bat: Soziolinguistika aldizkaria 79-80, 13-152, 2011.
- Zalbide, M., "Mintzajardunaren egoera eta azken urteotako bilakaera: aurrera begirako erronkak", in Bat: Soziolinguistika aldizkaria 100, 11-190, 2016.